# Sommeilles
Sommeilles település Franciaországban, Meuse megyében. Lakosainak száma 181 fő (2022. január 1.). Sommeilles Belval-en-Argonne, Le Châtelier, Possesse, Laheycourt, Lisle-en-Barrois, Nettancourt és Noyers-Auzécourt községekkel határos.

## Népesség
A település népessége az elmúlt években az alábbi módon változott:
| Lakosok száma | 286  | 230  | 200  | 185  | 203  | 206  | 204  | 190  | 183  | 181  |
|               | 1968 | 1982 | 1990 | 2006 | 2013 | 2015 | 2017 | 2019 | 2020 | 2022 |